# Calau de casc groc
El calau de casc groc (Ceratogymna elata) és una espècie d'ocell de la família dels buceròtids (Bucerotidae) que habita la selva humida i altres formacions boscoses del Senegal, Gàmbia, sud de Mali, Guinea Bissau, Guinea, Sierra Leone, Libèria, Costa d'Ivori, Ghana, Togo, Nigèria i sud de Camerun.